# Jelcz T120
Jelcz T120 — туристический и междугородный автобус, выпускавшийся компанией Jelcz в городе Ельч-Лясковице.
Скорее всего, именно фактор конкуренции стал для ельчанских конструкторов стимулом для проведения модернизации автобуса PR110D. Прототип туристического автобуса T120 был представлен во время Международной ярмарки в 1993 году и получил оснащение кондиционером. В отношении PR110D, Jelcz T120 имел идентичную конструкцию и габаритные размеры, а кузов подвергся лишь косметическим изменениям. Они коснулись, прежде всего, внутренней отделки, которая должна была обеспечить более высокий уровень комфорта пассажиров. Новый автобус получил флизелиновые обои на потолок и боковую поверхность, дополнительную покрытие на полу и в проходе, другие обивочные ткани сидений. Эффективное отопление салона обеспечивало несколько независимых водяных нагревателей.

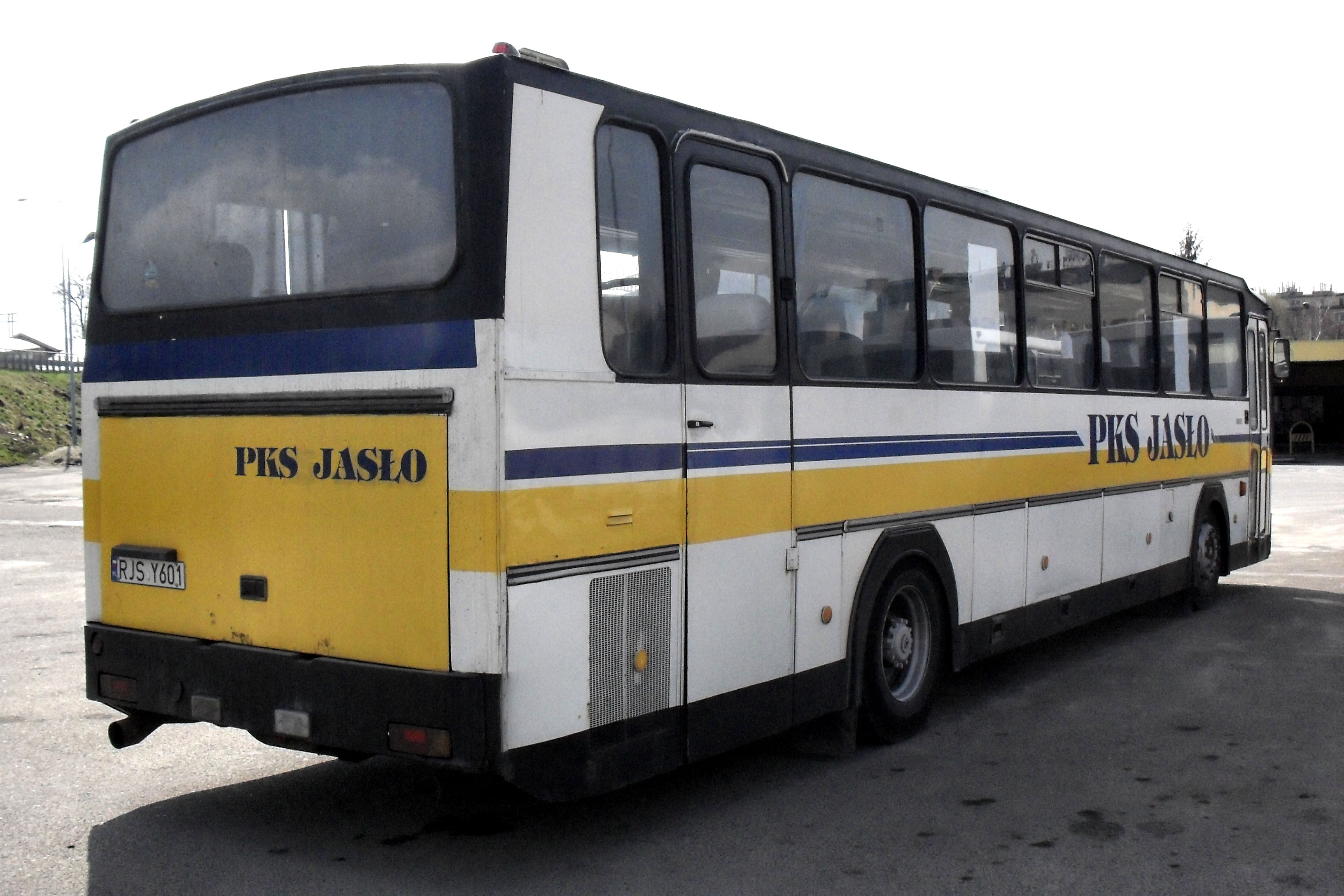
Jelcz PR110D на автовокзале Ясло, вид сзади

Автобус T120 получил усовершенствованной дизельный двигатель с наддувом модели SWT11/311 с максимальной мощностью 260 л.с. Этот двигатель устанавливался за задней осью и шел с механической 6-ступенчатой коробкой модели S6-90. Ведущий мост типа MT1032.A был модернизирован, и получил меньшее передаточное число (5,125, в отличие от Jelcz PR110D — 5,86). Применение нового двигателя внесло незначительные конструктивные изменения в задней части автобуса. Jelcz T120 стал по сравнению с PR110D тише, в основном за счет изменений в системе нагнетания, а также изоляции камеры. Максимальная скорость автомобиля составляла 106 км/ч. В зависимости от комплектации (предполагались Стандарт и Комфорт), автобус мог вместить от 48 до 50 пассажиров, в то время как масса их составляла, соответственно, 10 750 кг (Стандарт) и 10 800 кг (Комфорт). Для обеих версий предполагается одинаковой, общий вес — 16 000 кг.
Комплектация Стандарт включала в себя раздвижные верхние стекла боковых окон, два электрических вентилятора, две двери и пассажирские сиденья, лишенные возможности регулировки наклона. Туристическая комплектация Комфорт имела, кроме того, индивидуальные тепловентиляторы на каждое пассажирское место и откидные сиденья. Было решено отказаться от раздвижных стекол в боковых окнах. Существовала возможность установки туалета и кондиционера. Конструкторы JZS предполагали, кроме того, в серийном производстве модели Комфорт устанавливать более мощный двигатель, типа SWT11/309 с максимальной мощностью 280 л. с., однако этот проект не был реализован.
Двери в Jelcz T120, как и в случае с PR110D, размещены по формуле 2-0-1, причём первая дверь была автоматической, а вторая — ручная. Кроме того, имеется обычная дверь водителя спереди с левой стороны. Под днищем автомобиля расположены багажники объемом 6 м³. Крышки креплений выполнены из алюминия, что оказало существенное влияние на антикоррозийную стойкость кузова. Серийное производство автобуса T120 началось на заводе Jelcz только в 1992 году. Этот автомобиль заменил в предложении JZS модель D120.